# Лавіана (Астурія)
Лавіана (ісп. Laviana, аст. Llaviana) — муніципалітет в Іспанії, у складі автономної спільноти Астурія. Населення — 14 210 осіб (2009).
Муніципалітет розташований на відстані близько 350 км на північний захід від Мадрида, 27 км на південний схід від Ов'єдо.
Муніципалітет складається з таких паррокій: Барредос, Карріо, Ель-Кондадо, Ентральго, Лоріо, Пола-де-Лавіана, Тіранья, Толівія, Вільйорія.

## Демографія
Динаміка населення (INE ):

## Уродженці
- Роберто Канелья (*1988) — іспанський футболіст, захисник.

## Галерея зображень

Розташування муніципалітету
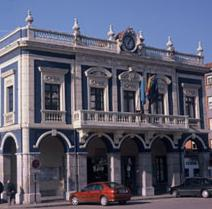
Муніципальна рада